# Liste der niederländischen Meister im Schach
In dieser Liste sind die niederländischen Meister im Schach seit dem Jahr 1909 verzeichnet:
| Jahr | Ort                 | Gewinner                    |
| ---- | ------------------- | --------------------------- |
| 1909 | Leiden              | Adolf Olland                |
| 1912 | Delft               | Rudolf Loman                |
| 1913 | Amsterdam           | Johannes Esser              |
| 1919 | Amsterdam           | Max Marchand                |
| 1921 | Nijmegen            | Max Euwe                    |
| 1924 | Amsterdam           | Max Euwe                    |
| 1926 | Utrecht             | Max Euwe                    |
| 1929 | Amsterdam           | Max Euwe                    |
| 1933 | Amsterdam, Leiden   | Max Euwe                    |
| 1936 | Rotterdam           | Salo Landau                 |
| 1938 | Amsterdam           | Max Euwe                    |
| 1939 |                     | Max Euwe                    |
| 1942 | Den Haag            | Max Euwe                    |
| 1948 | Rotterdam           | Max Euwe                    |
| 1950 | Amsterdam           | Max Euwe                    |
| 1952 | Enschede            | Max Euwe                    |
| 1954 | Amsterdam           | Johannes Hendrikus Donner   |
| 1955 | Den Haag            | Max Euwe                    |
| 1957 | Amsterdam           | Johannes Hendrikus Donner   |
| 1958 | Amsterdam           | Johannes Hendrikus Donner   |
| 1961 | Den Haag            | Tan Hiong Liong             |
| 1963 | Den Haag            | Frans Kuijpers              |
| 1965 | Amsterdam, Den Haag | Lodewijk Prins              |
| 1967 | Den Haag, Zieriksee | Hans Ree                    |
| 1969 | Leeuwarden          | Hans Ree                    |
| 1970 | Leeuwarden          | Eddy Scholl                 |
| 1971 | Leeuwarden          | Hans Ree                    |
| 1972 | Leeuwarden          | Coen Zuidema                |
| 1973 | Leeuwarden          | Gennadi Sosonko             |
| 1974 | Leeuwarden          | Jan Timman                  |
| 1975 | Leeuwarden          | Jan Timman                  |
| 1976 | Leeuwarden          | Jan Timman                  |
| 1977 | Leeuwarden          | Viktor Kortschnoi           |
| 1978 | Leeuwarden          | Jan Timman, Gennadi Sosonko |
| 1979 | Leeuwarden          | Gert Ligterink              |
| 1980 | Leeuwarden          | Jan Timman                  |
| 1981 | Leeuwarden          | Jan Timman                  |
| 1982 | Amsterdam, Drachten | Hans Ree                    |
| 1983 | Hilversum           | Jan Timman                  |
| 1984 | Hilversum           | John van der Wiel           |
| 1985 | Hilversum           | Paul van der Sterren        |
| 1986 | Hilversum           | John van der Wiel           |
| 1987 | Hilversum           | Jan Timman                  |
| 1988 | Hilversum           | Rudy Douven                 |
| 1989 | Hilversum           | Rini Kuijf                  |
| 1990 | Hilversum           | Jeroen Piket                |
| 1991 | Eindhoven           | Jeroen Piket                |
| 1992 | Eindhoven           | Jeroen Piket                |
| 1993 | Eindhoven           | Paul van der Sterren        |
| 1994 | Amsterdam           | Jeroen Piket                |
| 1995 | Amsterdam           | Ivan Sokolov                |
| 1996 | Amsterdam           | Jan Timman                  |
| 1997 | Rotterdam           | Predrag Nikolić             |
| 1998 | Rotterdam           | Ivan Sokolov                |
| 1999 | Rotterdam           | Predrag Nikolić             |
| 2000 | Rotterdam           | Loek van Wely               |
| 2001 | Leeuwarden          | Loek van Wely               |
| 2002 | Leeuwarden          | Loek van Wely               |
| 2003 | Leeuwarden          | Loek van Wely               |
| 2004 | Leeuwarden          | Loek van Wely               |
| 2005 | Leeuwarden          | Loek van Wely               |
| 2006 | Hilversum           | Sergey Tiviakov             |
| 2007 | Hilversum           | Sergey Tiviakov             |
| 2008 | Hilversum           | Jan Smeets                  |
| 2009 | Haaksbergen         | Anish Giri                  |
| 2010 | Eindhoven           | Jan Smeets                  |
| 2011 | Boxtel              | Anish Giri                  |
| 2012 | Amsterdam           | Anish Giri                  |
| 2013 | Amsterdam           | Dimitri Reinderman          |
| 2014 | Amsterdam           | Loek van Wely               |
| 2015 | Amsterdam           | Anish Giri                  |
| 2016 | Amsterdam           | Jorden van Foreest          |
| 2017 | Amsterdam           | Loek van Wely               |
| 2018 | Amsterdam           | Sergey Tiviakov             |
| 2019 | Amsterdam           | Lucas van Foreest           |
| 2021 | Rotterdam           | Max Warmerdam               |
| 2022 | Groningen           | Erwin l’Ami                 |
| 2023 | Utrecht             | Anish Giri                  |
| 2024 | Utrecht             | Max Warmerdam               |
| 2025 | Venlo               | Jorden van Foreest          |